# Xã Ustick, Quận Whiteside, Illinois
Xã Ustick (tiếng Anh: Ustick Township) là một xã thuộc quận Whiteside, tiểu bang Illinois, Hoa Kỳ. Năm 2010, dân số của xã này là 613 người.